# Bannik (Slawische Mythologie)

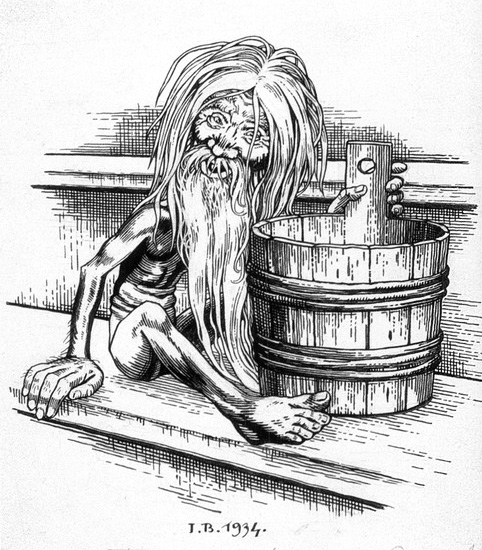
Illustration von Iwan Bilibin (1934)

Bannik (russisch Банник) ist ein Hausgeist aus der slawischen Mythologie.
In slawischen Überlieferungen, insbesondere in Russland und der Ukraine, war der Bannik der Geist der Banja, des Badehauses.
Er soll hinter oder unter dem Ofen leben. Normalerweise ist er unsichtbar und manchmal hat er die Form eines kleinen, schmutzigen alten Mannes mit langen Haaren und einem Bart und großen Händen. Es kann sich in Tiere wie Katzen, Hunde, Hasen und Frösche verwandeln. Zu den Aufgaben des Bannik gehört es, Dämpfe aus dem Badehaus zu entfernen.
Da die Banja ein dunkler, potenziell gefährlicher Ort ist, wird der Bannik als schelmisches, manchmal schädliches Wesen angesehen. Wenn der Bannik wütend war, erstickte er den Badenden, schüttete kochendes Wasser hinein oder brannte die Banja nieder. Schwindel, Verbrennungen oder andere Unfälle in der Banja wurden mit den Streichen des Bannik in Verbindung gebracht. Ein Bannik konnte auch ein Voyeur sein, der den Badenden, insbesondere den Frauen, beim Ausziehen beobachtete. Es galt als gefährlich, allein oder spät in der Nacht zu baden.
Der Bannik ist ein heidnisches Wesen, daher wurden nach der Verbreitung des Christentums in der Banja nie Ikonen aufgehängt und es wurden keine Kruzifixe ins Bad getragen. Es war Brauch, die Banja nicht ohne Gebet zu betreten. Mütter mit Neugeborenen wurden in der Banja streng bewacht, da man glaubte, der Bannik würde versuchen, noch nicht getaufte Kinder zu entführen. Banjas wurden sauber gehalten, um den Bannik zufriedenzustellen. Es galt als höflich, ihm beim Verlassen des Badehauses zu danken und ihm Seife, Wasser und Tannenzweige als Opfergabe zu hinterlassen. Die dritte oder vierte Baderunde war immer dem Bannik vorbehalten, der gern allein im Dunkeln badete. Bevor eine neue Banja gebaut werden konnte, musste ein besonderes Ritual durchgeführt werden. Ein schwarzes Huhn wurde geschlachtet und unter der Stelle begraben, und beim ersten Erhitzen der Banja wurde Salz über den Ofen gestreut.
Der Bannik soll auch wahrsagerische Kräfte haften. Mädchen und Frauen gingen zur Banja, um den Bannik zu fragen, wie das neue Jahr verlaufen würde. Eine kalte Berührung oder eine Berührung mit den Krallen des Bannik zu fühlen, warnte vor Unglück, während eine sanfte, warme Berührung hingegen Glück bedeutete.